# Грирс-Ферри (Арканзас)
Грирс-Фе́рри (англ. Greers Ferry) — город, расположенный в округе Клиберн (штат Арканзас, США) с населением в 930 человек по статистическим данным переписи 2000 года.

## География
По данным Бюро переписи населения США город Грирс-Ферри имеет общую площадь в 18,39 квадратных километров, водных ресурсов в черте населённого пункта не имеется.
Грирс-Ферри расположен на высоте 184 метра над уровнем моря.

## Демография
По данным переписи населения 2000 года в Грирс-Ферри проживало 930 человек, 300 семей, насчитывалось 398 домашних хозяйств и 664 жилых дома. Средняя плотность населения составляла около 50,3 человек на один квадратный километр. Расовый состав Грирс-Ферри по данным переписи распределился следующим образом: 97,31 % белых, 0,11 % — чёрных или афроамериканцев, 0,11 % — коренных американцев, 0,22 % — азиатов, 2,04 % — представителей смешанных рас, 0,22 % — других народностей. Испаноговорящие составили 1,18 % от всех жителей города.
Из 398 домашних хозяйств в 24,6 % — воспитывали детей в возрасте до 18 лет, 65,3 % представляли собой совместно проживающие супружеские пары, в 7,0 % семей женщины проживали без мужей, 24,4 % не имели семей. 21,1 % от общего числа семей на момент переписи жили самостоятельно, при этом 11,6 % составили одинокие пожилые люди в возрасте 65 лет и старше. Средний размер домашнего хозяйства составил 2,34 человек, а средний размер семьи — 2,65 человек.
Население города по возрастному диапазону по данным переписи 2000 года распределилось следующим образом: 20,3 % — жители младше 18 лет, 5,1 % — между 18 и 24 годами, 21,3 % — от 25 до 44 лет, 26,6 % — от 45 до 64 лет и 26,8 % — в возрасте 65 лет и старше. Средний возраст жителей составил 48 лет. На каждые 100 женщин в Грирс-Ферри приходилось 99,6 мужчин, при этом на каждые сто женщин 18 лет и старше приходилось 96,0 мужчин также старше 18 лет.
Средний доход на одно домашнее хозяйство в городе составил 30 238 долларов США, а средний доход на одну семью — 32 344 доллара. При этом мужчины имели средний доход в 24 200 долларов США в год против 16 250 долларов среднегодового дохода у женщин. Доход на душу населения в городе составил 16 496 долларов в год. 12,0 % от всего числа семей в округе и 16,0 % от всей численности населения находилось на момент переписи населения за чертой бедности, при этом 26,4 % из них были моложе 18 лет и 8,2 % — в возрасте 65 лет и старше.